# Zygnematophyceae
Zygnematophyceae é uma classe de algas verdes da divisão Charophyta.
Contém as seguintes ordens: Zygnematales e Desmidiales.